# هربرت جاكوبس
هربرت جاكوبس (بالإنجليزية: Herbert Jacobs)‏ هو صحفي أمريكي، ولد في 8 أبريل 1903، وتوفي في 20 مايو 1987.